# Дрой, Мики
Мики Дрой (англ. Micky Droy; 7 мая 1951, Хайбери, Лондон) — английский футболист, завершивший карьеру. Выступал в Футбольной лиге Англии в 70-е и 80-е годы XX века, провел 15 лет в лондонском «Челси». Кроме того выступал за «Лутон Таун», «Кристал Пэлас» и «Брентфорд».

## Клубная карьера
Дрой был высоким и бескомпромиссным защитником. Его выступления за «Челси» пришлись на довольно бурный период в истории клуба. Он был частью команды, которая вылетела во Второй Дивизион в сезоне 1974/75, вернулась в Первый Дивизион в сезоне 1976/77, опять вылетела в сезоне 1978/79 и вернулась обратно в сезоне 1984/84. Он был признан Игроком года футбольного клуба «Челси» в 1978 году.
После короткой аренды в «Лутон Таун» он покинул «Челси» в марте 1985 года и бесплатно перешел в «Кристал Пэлас». Затем играл в «Брентфорде» а заканчивал карьеру в полупрофессиональном футболе — в «Далвич Хамлет» и «Кингстониане», в котором стал ассистентом главного тренера в сентябре 1994 года. Позже в том же месяце его назначили главным тренером команды. Дрой был уволен с этого поста 7 января 1995 года.

## Дальнейшая жизнь
Он руководил успешным электротехническим бизнесом и переехал во Флориду.